# Goniomma
Goniomma (лат.) — род муравьёв трибы Stenammini (ранее в Pheidolini) из подсемейства Myrmicinae (Formicidae). 

## Распространение
Палеарктика.

## Описание
Усики 12-члениковые, на конце с неясной булавой из 3-4 члеников (или она не различима).

## Систематика
7 видов. Род относится к трибе Stenammini (ранее в Pheidolini). Первоначально был описан как подрод в составе рода Stenamma, затем числился в составе рода Oxyopomyrmex.
- Goniomma baeticum Reyes, Espadaler & Rodriguez, 1987[2]
- Goniomma blanci (Andre, 1881) typus (=Aphaenogaster blanci)
- Goniomma collingwoodi Espadaler, 1997)[3]
- Goniomma compressisquama Tinaut, Ruano, Hidalgo & Ballesta, 1995[4]
- Goniomma decipiens Espadaler, 1997
- Goniomma hispanicum (Andre, 1883)
- Goniomma kugleri Espadaler, 1986[5]
- Goniomma punicum (Forel, 1907)[6]